# Big Time Rush
Big Time Rush (cunoscuți și ca BTR) este o trupă americană de băieți creată și lansată de Nickelodeon Viacom Music și TV Productions, care a semnat un contract discografic în 2009 pentru seria de televiziune Nickelodeon Big Time Rush. Trupa este formată din 4 membri: Kendall Schmidt (voce), James Maslow (voce), Logan Henderson (voce) și Carlos PenaVega (voce). A fost nominalizată ca 
Cea mai bună trupă la ,,Kids' Choice Awards" din 2011 pana in 2013, câștigând în 2012. Tot în 2012, aceasta câștigă premiul pentru Cel mai bun artist internațional la ,,Kids' Choice Awards Argentina". A fost nominalizată, de asemenea, în 2013 la TCA ca ,,Cea mai bună trupă".
În data de 31 martie, MTV a anunțat ca BTR este noul artist PUSH al lunii.
2009-2010: Primii ani și BTR
Trupa se formează în august 2009. Primul lor single iese la data de 29 noiembrie al aceluiași an, pe iTunes, unde are imediat un succes enorm.
La 27 aprilie 2010 iese ,,Halfway There", 
care intră în Billboard Hot 100, clasificându-se pe a 93-a poziție. Primul lor album, ,,BTR", a avut un mare succes, clasificându-se inițial pe a 3-a poziție, iar apoi pe prima în Billboard Hot 200.
În 2010 trupa a fost nominalizată ca Cea mai bună trupă internațională la ,,Kids' Choice Awards Australia". In 2012 câștigă premiul la ,,Kids' Choice Awards".
La 21 septembrie 2010 lansează,,Til' I forget about you" pentru a promova albumul lor de debut. Acesta, numit BTR, a fost publicat la 11 octombrie 2010, vânzând 67000 de copii din prima săptămână de la lansare. Albumul s-a clasificat al 4-lea în ,,Top Internet Albums" și locul 1 în ,,Top Soundtracks". ,,Big Night" a ajuns la a 79-a în Billboard Hot 200". Albumul a fost după aceea certificat disc de aur, vânzând peste 500000 de copii în Statele Unite, iar în prezent a vândut peste 900000 în toată lumea. EP-ul ,,Holyday Bundle" a fost lansat pe data de 30 noiembrie 2010, printre melodii fiind și ,,All I want for Christmas is you" (a lui Mariah Carrey) cântată împreună cu colega lor, Miranda Cosgrove.
La 15 februarie 2011 iese ,,Boyfriend", aceasta fiind prima lor melodie oficială de integrat în radiourile din toate Statele Unite. Boyfiend a ajuns la al 72-lea loc în Billboard Top 100 și în martie 2011 la al 20-lea loc în Billboard Pop Songs. Un remix în colaborare cu New Boyz a fost publicată pe internet. Big Time Rush a fost nominalizată la MTV's Breakthough Band Award Honor în 2011.
2011-2013: Elevate și 24/seven
La 22 iulie 2011, trupa lansează o nouă melodie, ,,If I Ruled the World" în colaborare cu Iyaz. Cel de-al doilea lor album, Elevate, a fost publicat la 21 noiembrie 2011. Una dintre melodii, ,,Music Sounds Better with you", scrisă de Ryan Tedder, membru și solistul trupei One Republic, a fost lansat la 1 noiembrie al aceluiași an. Elevate a ajuns la al 12-lea loc în Billboard 200, vânzând în prima săptămână peste 70000 de copii. Conform Forbes.com, BTR în 2011 au avut un patrimoniu de peste 8 milioane de dolari, care îi face să fie unii din cei mai îmbogățiți artiști ai acelui an. Puțin înainte de lansarea albumului, trupa anunța un tour național.
Better With U Tour a început în februarie 2012 cu 16 date. Diverse concerte au fost sold out din primele minute de la publicarea anunțului. JoJo a fost în turneu cu BTR pentru primele 5 concerte. Trupa britanico-irlandeză One Direction a fost în turneu cu Big Time Rush în 10 din cele 16 concerte.
După aceea, mai exact la data de 22 iunie 2012, trupa a lansat o nouă melodie, ,,Windows Down", care mulți au crezut că va anticipa un nou album, însă aceasta a fost inclusă în albumul precedent Elevate. Aceasta a devenit imediat un hit în Statele Unite, fiind una dintre melodiile cele mai de succes ale lor.
În 2013 trupa lansează un nou album, 24/seven, care este și titlul uneia dintre melodiile cuprinse în album, al cărei videoclip a fost postat la 19  iunie.
2014 și pauza
În 2014 BTR au făcut un tour mondial, în care au anunțat pauza trupei, fără să specifice când se vor reîntoarce. Kendall a început să facă parte dintr-o nouă trupă, Heffron Drive, împreună cu cel mai bun prieten al său, Dustin Belt. James Maslow a lansat noi melodii ca solist, ,,Lies" și ,,Circles" cu respectivele video-uri oficiale și a jucat în două filme, ,,Seeds of Yesterday" (2015) și ,,Wild for the Night" (2016).Pe data de 5 ianuarie 2014,Carlos se căsătorește cu actrița,Alexa PenaVega în Mexic și devenise tată pentru un băiețel pe nume,Ocean King PenaVega care s-a născut pe 7 decembrie 2016 și s-a aventurat în lumea actoriei, jucând în 2016 împreună cu Vanessa Hudgens, Julianne Hough și Aaron Tveit în musicalul ,,Grease Live", iar Logan o să lanseze noi melodii, printre care una a anunțat că se va numi ,,SleepWalker".

În prezent, toți au o carieră de succes și și-au păstrat în continuare fanii, chiar dacă aceștia sunt în pauză deja de 4 ani. Băieții se gândesc totuși,să facă o mică reuniune a trupei. Fanii așteaptă răspunsul cu mare extaz.
După 8 ani de pauză, trupa lansează pe data de 13 decembrie 2021 o piesă intitulată "Call It Like I See It".

## Discografie
Albume de studio
- BTR (2010)
- Elevate (2011)
- 24/Seven (2013)

Extended plays
- Holiday Bundle EP (2010)
- Big Time Movie Soundtrack EP (2012)

Single-uri
- Til i forget about you
- Boyfriend
- City is ours
- Nothing even matters
- Worldwide
- Halfway there
- Big Night
- Oh yeah
- Count on you
- I know  you know
- Stuck
- This is our someday
- Famous
- Any Kind Of Guy
- All i want for Christmas
- Beautiful Christmas
- Music sounds better with u
- Show me
- All over again
- No idea
- Cover girl
- Love me, love me
- If i ruled the world
- Invisible
- Time of your life
- Superstar
- You're not alone
- Elevate
- Blow your speakers
- Help
- Revolution
- A hard days night
- Can't buy me love
- We can work it out
- I wanna hold your hand
- Paralyzed
- Epic
- Windows down
- 24/seven
- Like  nowbody's around
- Get up
- Song for you
- Run wild
- Crazy for your
- Picture this
- Confetti falling
- Amazing
- We are
- Love me again
- Just getting started
- Untouchable
- Lost in love
- Na na na

DOAR LA TV:
- 12 days of Christmas
- Let' s stay in our PJ'(all Christmas long)
- Dance,dance,dance
- The mom song
- The giant turd song
- Shot in the dark

ALTELE:(nu sunt într-un album)
- Intermission
- Anithing goes
- Falling apart
- She drives
- Wherever you are
- So what
- Cruise control
- Anything
- Words mean nothing
- Featuring You
- Young love
- My song for you
- Blink
- As long as i belive
- Heya
- Star U are
- Do it all again
- Next step
- Tonight is a fairytale
- Dont' stop
- It is what it is
- Rich girl
- First time
- Everyday girl

## Premii
- 2011-Kid's choice awards Argentina-cântecul favorit- Boyfriend,
- 2011-MTV awards-Cel mai popular artist,
- 2012-Kid's choice awards-trupa favorită,
- 2012- Kid's choice awards Argentina-Interpretul internațional de muzică favorit,
- 2012-Golden Bravo Otto Awards-Cel mai bun grup muzical al anului,
- 2013-Kid's choice  awards-#1 KCA fan army- rusherii,
- 2013-Kid's choice awards Mexic-Show-ul tv favorit,
- 2013-Kid's choice awards Argentina-show tv preferat,
- 2013-Silver Bravo Otto Awards Germania-Cea mai bună trupă,
- 2014-World Music Awards-Cel mai bun concert live ,
- 2014-Kid's choice awards Colombia-Trupa favorită,
- 2014-Kid's choice awards Colombia-Show tv preferat.
- 2017-Kid's choice awards Mexic-Cel mai bun serial din ultimii 20 de ani.

## Turnee
- Big Time Rush Winter Tour (2011)
- Big Time Rush in Concert (2011)
- Better with U Tour (2012)
- Big Time Summer Tour (2012)
- Summer Break Tour (2013)
- Big Time Rush Live 2014 World Tour (2014)

## Filmografie
- Marvin Marvin
- How to Rock
- Figure It Out
- Brain Surge
- Big Time Rush (serial)
- Dancing with the Stars
- The Penguins of Madagascar